# Kadbalkatti, Yelbarga
Kadbalkatti là một làng thuộc tehsil Yelbarga, huyện Koppal, bang Karnataka, Ấn Độ.